# Ohanes
Ohanes es una localidad y municipio español situado en la parte septentrional de la comarca de la Alpujarra Almeriense, en la provincia de Almería, comunidad autónoma de Andalucía. Limita con los municipios de Canjáyar, Beires, Abrucena, Abla y Las Tres Villas. Por su término discurre el río Chico, afluente del Andarax.

## Toponimia
En documentos antiguos se ha encontrado con la grafía Ohanez.

## Geografía física

### Situación
La villa de Ohanes se encuentra situada en el valle del Andarax en pleno Parque nacional de Sierra Nevada. Se encuentra situada a una altitud de 958 m s. n. m. y a 52 kilómetros de la capital de provincia, Almería.

### Riesgos naturales
El municipio de Ohanes cuenta con un PTEL que cumple con la Ley 5/2010 sobre autonomía local.

## Naturaleza

### Zonas protegidas
Ubicado en la ladera sur de Sierra Nevada, el término municipal de Abrucena cubre parte tanto del Parque Natural de Sierra Nevada; como del Parque Nacional de Sierra Nevada, ocupando este último un 43,12% del total municipal.

## Historia

### Prehistoria
Las primeras evidencias de presencia humana en la zona se remontan al neolítico, en la llamada Cultura de las Cuevas, donde destacan las cuevas de Nieles y Almecena.
En el V milenio aparecen las primeras evidencias cerámicas en impresiones.

### Edad Antigua
La Cultura del Argar y las progresivas hordas ibéricas, fenicias y cartaginesas dieron paso a la dominación romana, abriéndose un crucial pasillo histórico entre la Baetica y el Mediterráneo. La proximidad de la calzada romana que unía Gádor, Abla, Fiñana y Guadix influyó notablemente en población de la zona.

### Edad Media
Es con los musulmanes cuando comienza el desarrollo de una población en Ohanes. Los yemeníes son los primeros árabes que llegan a la zona. Estos mantienen continuos enfrentamientos con los muladíes y con los mozárabes. En el año 912 Abderramán III asume el Califato de Córdoba y pone fin a esos enfrentamientos.

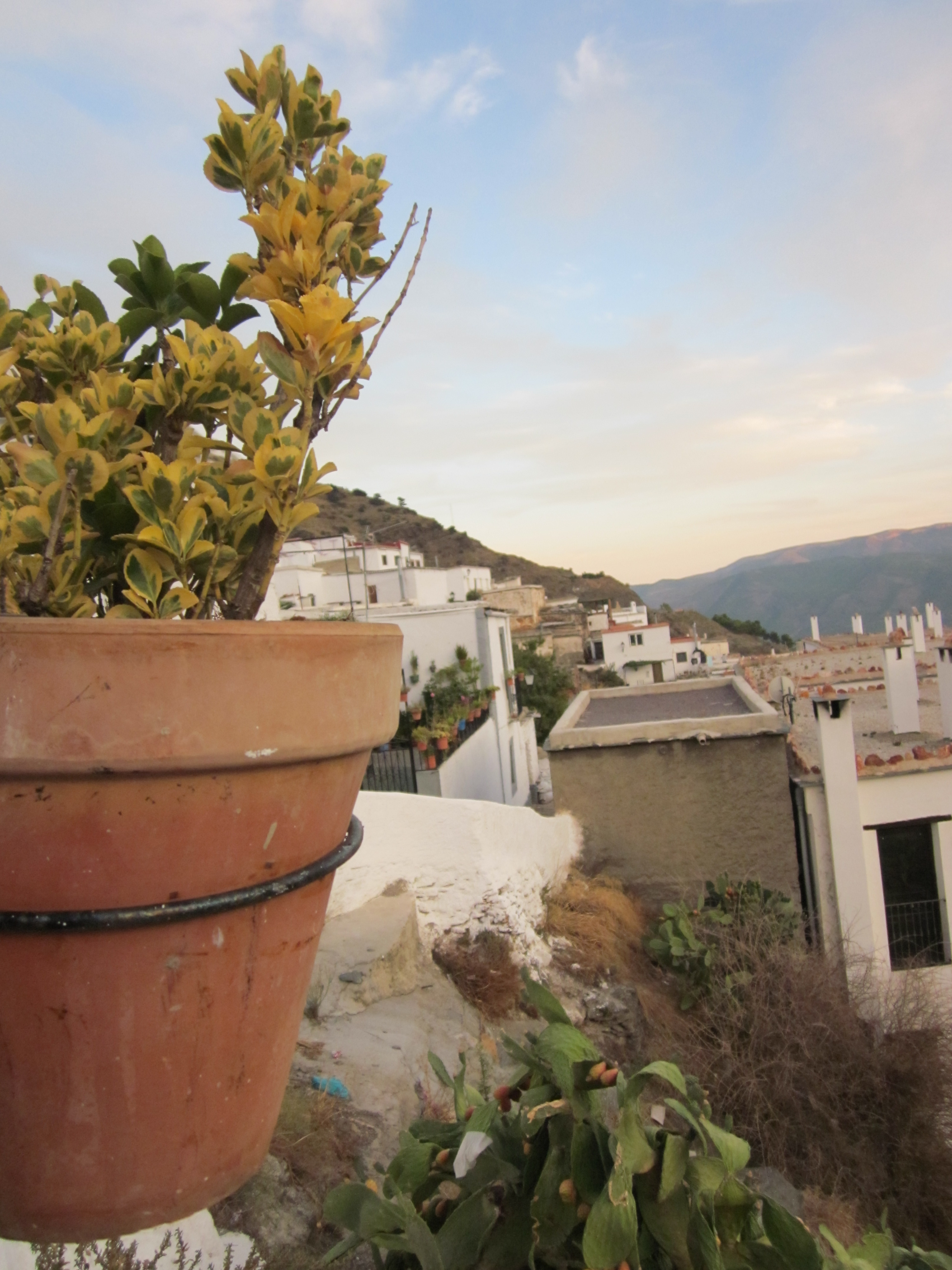
Foto en Ohanes, Alpujarra Almeriense

Cuando se instauran los Reinos de Taifas la zona de la Alpujarra queda dividida en tahas. Ohanes forma parte de la taha de Hichar encabezando la misma hasta que fue sustituida por Canjáyar, dentro del Reino de Granada.
El 2 de enero de 1492 se firman las Capitúlaciones por las cuales la zona pasa a manos de los Reyes Católicos poniendo fin al dominio musulmán de la misma.

### Edad Moderna
Durante el siglo XVI se producen las rebeliones de moriscos de la Alpujarra y Valle de Lecrín. Las primeras de ellas fueron en los años 1500 y 1501. En los años 1568 a 1570 tienen lugar nuevas rebeliones, en esta ocasión bajo el mando de Aben Humeya. El levantamiento morisco se extiende por todo el Reino de Granada y Felipe II confía a Juan de Austria su sofocamiento el cual se produce al ser vencidos en la localidad de Güéjar Sierra. Como castigo los moriscos son desterrados de las Alpujarras y conducidos a Castilla. Esto hace que Ohanes se quedara sin población. posteriormente Ohanes se repoblará con 36 familias procedentes de Guadalajara, Sacedón y Zafra, entre otros lugares.
En 1574 Ohanes tenía una población de 495 moriscos. Contaba con cien casas, dos hornos de pan y cuatro molinos (uno en la sierra). En cuanto a tierras de cultivo tenía 290 fanegas de tierra de regadío, de las cuales 80 estaban en el Pago de Castillejo, 100 en las laderas, 50 en el Castañar y 60 en Tices; y 600 fanegas de secano. En el secano se producían 16 000 cepas, 350 olivos, y 98 onzas de simiente de seda.
En el censo elaborado por el Marqués de la Ensenada, entre 1572 y 1752, la población de Ohanes es de 468 habitantes, con 514 casas, y los barrios que componían la localidad eran: El Alto, el Medio, el de la Plaza, el de Mesón, el de las Heras y el del Puerto. Su población se dedicaba a la agricultura y a la industria textil.
El historiador José Luis Ruz Márquez afirmó que en el siglo XVIII Ohanes tenía una población de 1698 habitantes, 514 casas y 1101 fanegas de tierra laborable.

### Edad Contemporánea
En junio de 1810, durante la Guerra de la Independencia Española, el alcalde de Ohanes, Francisco Moreno apodado "el Negro", se alzó contra la ocupación francesa junto con los alcaldes de las poblaciones vecinas. El apoyo de la población a los alzados hizo que el ejército francés saquease el pueblo y posteriormente, en 1812, incendiase el depósito municipal.
Un hecho relevante que se produjo en el siglo XIX fue la introducción de la llamada uva de Ohanes.

## Geografía humana

### Organización territorial
Además de la cabecera municipal, Ohanes cuenta también con otra entidad de población según el nomenclátor publicado por el Instituto Nacional de Estadística: Tices.

### Demografía
Cuenta con una población de 547 habitantes (INE 2024).
| Gráfica de evolución demográfica de Ohanes entre 1842 y 2021                                                          |
| |
| Población de derecho según los censos de población del INE. Población de hecho según los censos de población del INE. |

### Población extranjera
La población nacida fuera de España residente en Ohanes en 2009 era de 22 personas (2,84%), de las que 17 procedían de países de la Unión Europea (8 de Rumanía, 5 de Francia, 2 del Reino Unido y 1 de Alemania). Del resto 4 personas nacieron en Marruecos y 1 persona en Brasil.

### Comunicaciones

#### Carreteras
Por la localidad discurre la carretera local AL-3404 que cominica a Ohanes con Almería y la Alpujarra a través de la carretera comarcal A-348 por un lado y con Abla con otro. También parte de la localidad la carretera local AL-4402 que comunica a Ohanes con Beires.
| Identificador | Denominación       | Itinerario               |
| ------------- | ------------------ | ------------------------ |
| A-348         | Lanjarón - Almería | Benahadux - Lanjarón     |
| AL-3404       | Canjáyar-Abla      | Canjáyar - Ohanes - Abla |
| AL-4402       | Beires-Ohanes      | Beire - Ohanes           |

### Autobuses
Ohanes cuenta con dos servicios diarios de autobús que cubren el trayecto Almería-Ohanes partiendo de la Estación Intermodal de Almería y un servicios diarios con el trayecto Ohanes-Almería, todos ellos de lunes a viernes. El servicio está gestionado por la compañía Alsa-ENATCAR. Este autobús es conocido en la localidad como «La Alsina» debido a que en antaño fue Alsina Graells la compañía que gestionó este servicio.
| Días de Servicio | Origen-Destino | Salida-Llegada | Días de Servicio | Origen-Destino | Salida-Llegada |  |
| --- | --- | --- | --- | --- | --- |  |
| Lunes a sábado | Ohanes-Almería | 07:00 09:00 | Lunes a sábado | Almería-Ohanes | 18:00 19:45 |  |
| Paradas | Paradas | Paradas | Paradas | Paradas | Paradas |  |
| - Almería - Bola Azul - Benahadux - Gádor - Alhama de Almería - Venta Pavón - Alicún - Huécija - Íllar - Instinción - Rágol - Canjáyar - Padules - Almócita - Beires - Ohanes | - Almería - Bola Azul - Benahadux - Gádor - Alhama de Almería - Venta Pavón - Alicún - Huécija - Íllar - Instinción - Rágol - Canjáyar - Padules - Almócita - Beires - Ohanes | - Almería - Bola Azul - Benahadux - Gádor - Alhama de Almería - Venta Pavón - Alicún - Huécija - Íllar - Instinción - Rágol - Canjáyar - Padules - Almócita - Beires - Ohanes | - Ohanes - Beires - Almócita - Padules - Canjáyar - Rágol - Instinción - Íllar - Huécija - Alicún - Venta Pavón - Alhama de Almería - Gádor - Benahadux - Almería | - Ohanes - Beires - Almócita - Padules - Canjáyar - Rágol - Instinción - Íllar - Huécija - Alicún - Venta Pavón - Alhama de Almería - Gádor - Benahadux - Almería | - Ohanes - Beires - Almócita - Padules - Canjáyar - Rágol - Instinción - Íllar - Huécija - Alicún - Venta Pavón - Alhama de Almería - Gádor - Benahadux - Almería |  |

### Economía
La economía de Ohanes está basada en el sector primario, especialmente en la agricultura y en la ganadería. El producto más relevante es la llamada uva de Ohanes. También se dan otras producciones de regadío y secano. La ganadería tiene una presencia escasa y está centrada en el sector caprino.

#### Evolución de la deuda viva municipal
| Gráfica de evolución de deuda viva del Ayuntamiento de Ohanes entre 2008 y 2019                                |
| |
| Deuda viva del Ayuntamiento de Ohanes en miles de euros según datos del Ministerio de Hacienda y Ad. Públicas. |

#### Uva de Ohanes

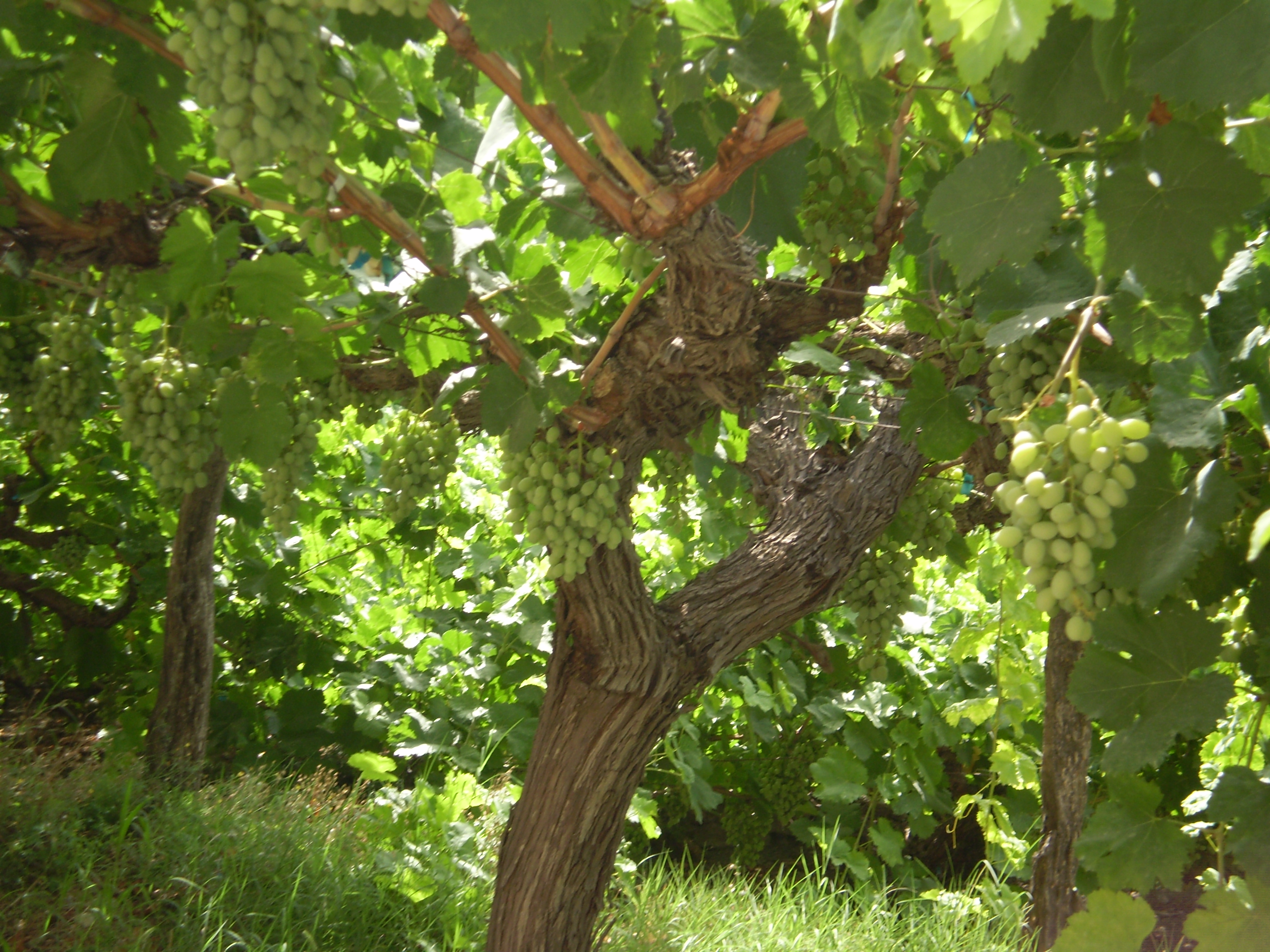
Parrales de Uva de Ohanes.

La uva denominada de Ohanes, del Barco, embarque o uva de Almería, se caracteriza por formar racimos de gran tamaño, sus granos cilíndricos de color amarillo cera y sus excepcionales cualidades de conservación. Su explotación industrial comenzó a principios del siglo XIX.
Esta uva se generó por la hibridación natural de otras variedas como la uva blanca "Jaén" y la Uva de Rágol o de colgar.
Esta, según narra Simón de Roxas Clemente, en una obra publicada en 1807, que trata de los cultivos andaluces de entonces, esta variedad de uva se cultivó por vez primera en Ohanes, extendiéndose su cultivo a Rágol y posteriormente por todos los terrenos cultivables del Valle del Andarax. esta uva, trajo consigo una importante industria artesanal de la barrilería, pues esta uva se embarrilaba para su transporte en barco. 
Su exportación se inició en 1835, en un principio eran casas malagueñas las que venían a embarrilar y embarcar la uva, que posteriormente fueron suplantadas por otras locales. Su exportación, cobra a partir de 1880 una presencia hegemónica a nivel de mercados, con un importante desarrollo entre los años 1906 y 1916. Un estudio de Francisco Rueda Cassinello, habla de una producción de 60 000 arrobas en 1835, siendo 11 veces superior en 1881 y en 1907 llegó a 2 491 273 barriles. Los principales mercados en esos años eran: Inglaterra, Alemania y Estados Unidos. A éstos se sumaron los países escandinavos como principales consumidores: Noruega, Suecia, Finlandia y Dinamarca. También Portugal, Francia, Canadá, Suiza, Brasil, Argentina, Cuba, Argelia, México, China, Italia, Bélgica, Holanda, Venezuela o India se unieron a la demanda de la producción. A finales de los años setenta cayó irremisiblemente la cotización nacional de este producto, las «golden grapes» a las que aludían las coloristas etiquetas en barriles y cajas que se introdujeron a nivel mundial, perdiéndose los mercados internacionales ante las variedades italianas e israelitas, de producción más temprana.

#### Otros cultivos
|                              | Cultivos herbáceos | Cultivos leñosos |
| ---------------------------- | ------------------ | ---------------- |
| Superficie                   | 63                 | 473              |
| Principal cultivo de regadío | Judía verde        | Olivo            |
| Principal cultivo de regadío | 60 ha              | 47 ha            |
| Principal cultivo de secano  | -                  | Almendro         |
| Principal cultivo de secano  | -                  | 407 ha           |

Esta zona de la Alpujarra Almeriense eminentemente agrícola, con cultivos tan variados como el olivo, el almendro, el parral vitivinícola en sustitución a la tan valorada uva de Ohanes, ahora en decadencia, las hortalizas y otras pequeñas producciones ecológicas.
Es una zona minifundista, con pequeñas parcelas donde se cultiva principalmente para el consumo familiar. Dicha producción principal es almendra, aceite de oliva, las judías verdes y demás hortalizas al aire libre.
Hay tierras de regadío, secano y una importante masa forestal compuesta de pinos, matorrales, encinas, tomillo, castaños, nogueras.
También el agua, como recurso natural que fluye por el río, es abundante en Ohanes, disponiendo de un embalse para su mejor aprovechamiento y utilización en la agricultura. En el mismo cauce del río, en la parte alta de la sierra existe un dique. Es de destacar que disponemos de un sistema de riego árabe, llamado “Acequia de los Careos”, que se basa en el llenado de esta acequia de tierra mediante el filtrado del agua que baja de la sierra; para ello se encauzan las aguas procedentes de lluvias y de nevadas, que se van filtrando en diversos puntos de su trazado, y que luego más abajo, brotan las aguas manantiales ubicados en las vegas de regadío. Permite tener agua en verano procedente de la que meses antes se ha filtrado por el terreno y que en la época estival vuelve a fluir, pero en los mencionados manantiales naturales.

#### Ganadería
El sector ganadero, es básicamente caprino, junto con algunas vacas, viene manteniéndose a lo largo de los años, estando centralizado en unas cuatro o cinco familias. Aprovechan su leche, la lana, su carne. También podemos encontrar algunas colmenas destinadas a la producción de miel.

## Administración y política

### Administración municipal
La administración política del municipio se realiza a través de un Ayuntamiento de gestión democrática cuyos componentes se eligen cada cuatro años por sufragio universal. El censo electoral está compuesto por todos los residentes empadronados en Ohanes mayores de 18 años y nacionales de España y de los otros países miembros de la Unión Europea. Según lo dispuesto en la Ley del Régimen Electoral General, que establece el número de concejales elegibles en función de la población del municipio, la Corporación Municipal de Ohanes está formada por 7 concejales. Actualmente y desde 2019, ejerce el cargo Rafaela María Ortega Barranco, del Partido Socialista Obrero Español (PSOE).

### Elecciones municipales en Ohanes

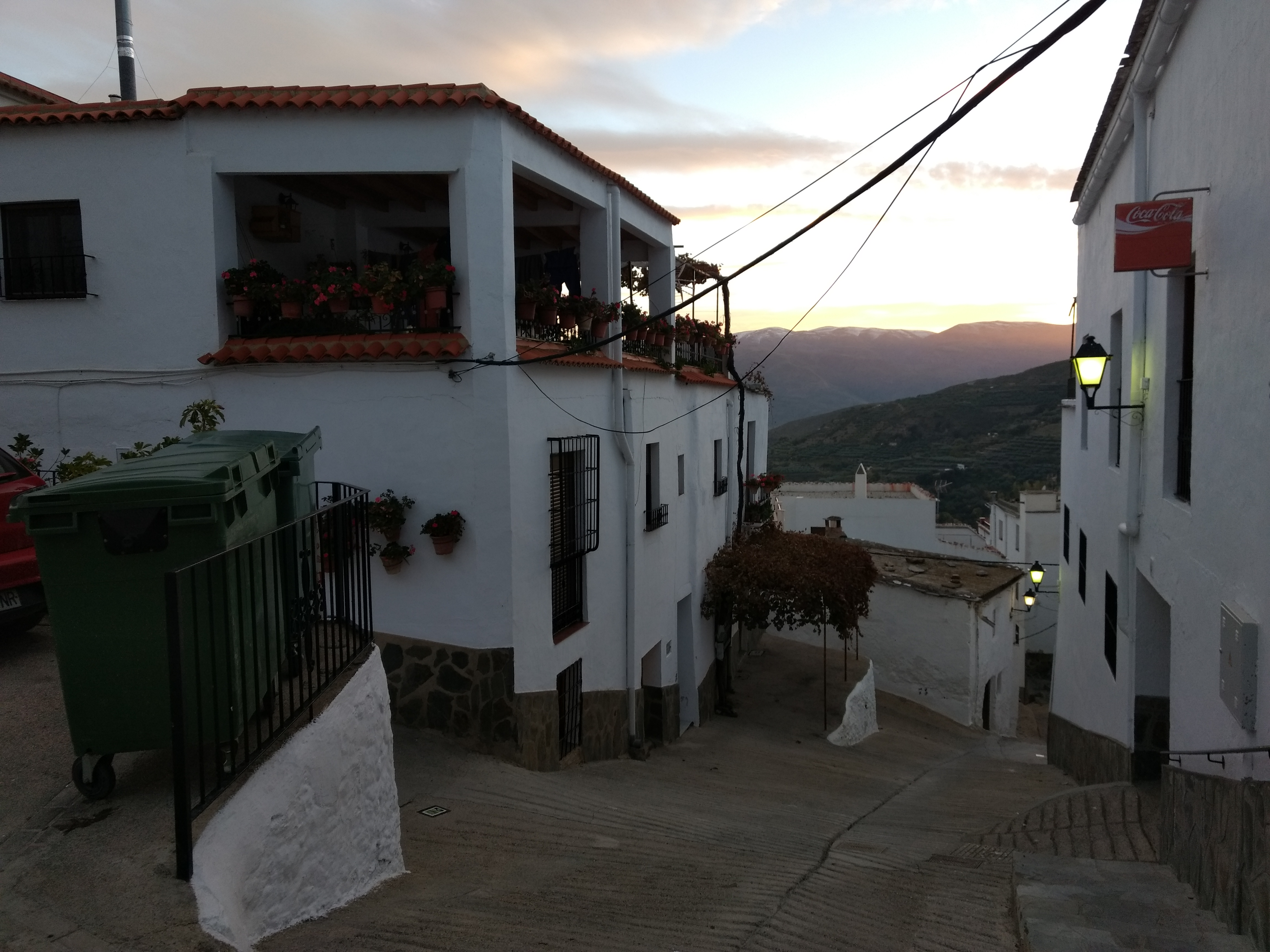
Calles de Ohanes

| Partido | Partido                                  | 2023    | 2023       | 2019    | 2019       | 2015    | 2015       | 2011    | 2011       | 2007    | 2007       | 2003    | 2003       |
| Partido | Partido                                  | % Votos | Concejales | % Votos | Concejales | % Votos | Concejales | % Votos | Concejales | % Votos | Concejales | % Votos | Concejales |
| ------- | ---------------------------------------- | ------- | ---------- | ------- | ---------- | ------- | ---------- | ------- | ---------- | ------- | ---------- | ------- | ---------- |
|         | Partido Socialista Obrero Español (PSOE) | 57,22 % | 4          | 75,13 % | 6          | 65,12 % | 5          | 64,08 % | 5          | 62,42 % | 5          | 55,47 % | 4          |
|         | Partido Popular (PP)                     | 42,2 %  | 3          | 23,56 % | 1          | 31,57 % | 2          | 33,39 % | 2          | 21,66 % | 1          | 12,50 % | 1          |
|         | Izquierda Unida (IU)                     | -       | -          | -       | -          | 3,31 %  | 0          | 1,44 %  | 0          | 0,8 %   | 0          | 11,72 % | 1          |
|         | Partido de Almería (PdeAL)               | -       | -          | -       | -          | -       | -          | -       | -          | 14,81 % | 1          | -       | -          |
|         | Asamblea de Izquierdas (A-IZ)            | -       | -          | -       | -          | -       | -          | -       | -          | -       | -          | 19,88 % | 1          |

Fuente:

### Alcaldes
Estos son los alcaldes de Ohanes desde las primeras elecciones democráticas de 1979:
| Legislatura      | Mandato   | Nombre del alcalde             | Partido político |
| ---------------- | --------- | ------------------------------ | ---------------- |
| I Legislatura    | 1979-1983 | Pedro García Ferre             | PSOE             |
| II Legislatura   | 1983-1987 | Pedro García Ferre             | PSOE             |
| III Legislatura  | 1987-1991 | Pedro García Ferre             | PSOE             |
| IV Legislatura   | 1991-1995 | Pedro García Ferre             | PSOE             |
| V Legislatura    | 1995-1999 | Pedro García Ferre             | PSOE             |
| VI Legislatura   | 1999-2003 | Pedro García Ferre             | PSOE             |
| VII Legislatura  | 2003-2007 | Juan Francisco Sierra Martínez | PSOE             |
| VIII Legislatura | 2007-2009 | Juan Francisco Sierra Martínez | PSOE             |
| VIII Legislatura | 2009-2011 | Eufronio Hernández Carretero   | PSOE             |
| IX Legislatura   | 2011-2015 | Eufronio Hernández Carretero   | PSOE             |
| X Legislatura    | 2015-2019 | Eufronio Hernández Carretero   | PSOE             |
| XI Legislatura   | 2019-2023 | Rafaela María Ortega Barranco  | PSOE             |
| XII Legislatura  | 2023-     | Rafaela María Ortega Barranco  | PSOE             |

## Servicios públicos

### Educación
El municipio no cuenta con un colegio público propio, pero el CPR Valle de Andarax, compartido con [Almócita]], Íllar, Instinción, Rágol y Padules, ofrece enseñanza primaria, debiendo los alumnos desplazarse luego hasta el IES Valle de Andarax, en Canjáyar, para continuar con su educación obligatoria.

### Sanidad
El municipio cuenta con un consultorio, dependiente del Hospital Universitario Torrecárdenas, que da servicio de lunes a viernes.

## Cultura

### Patrimonio

#### Monumentos religiosos

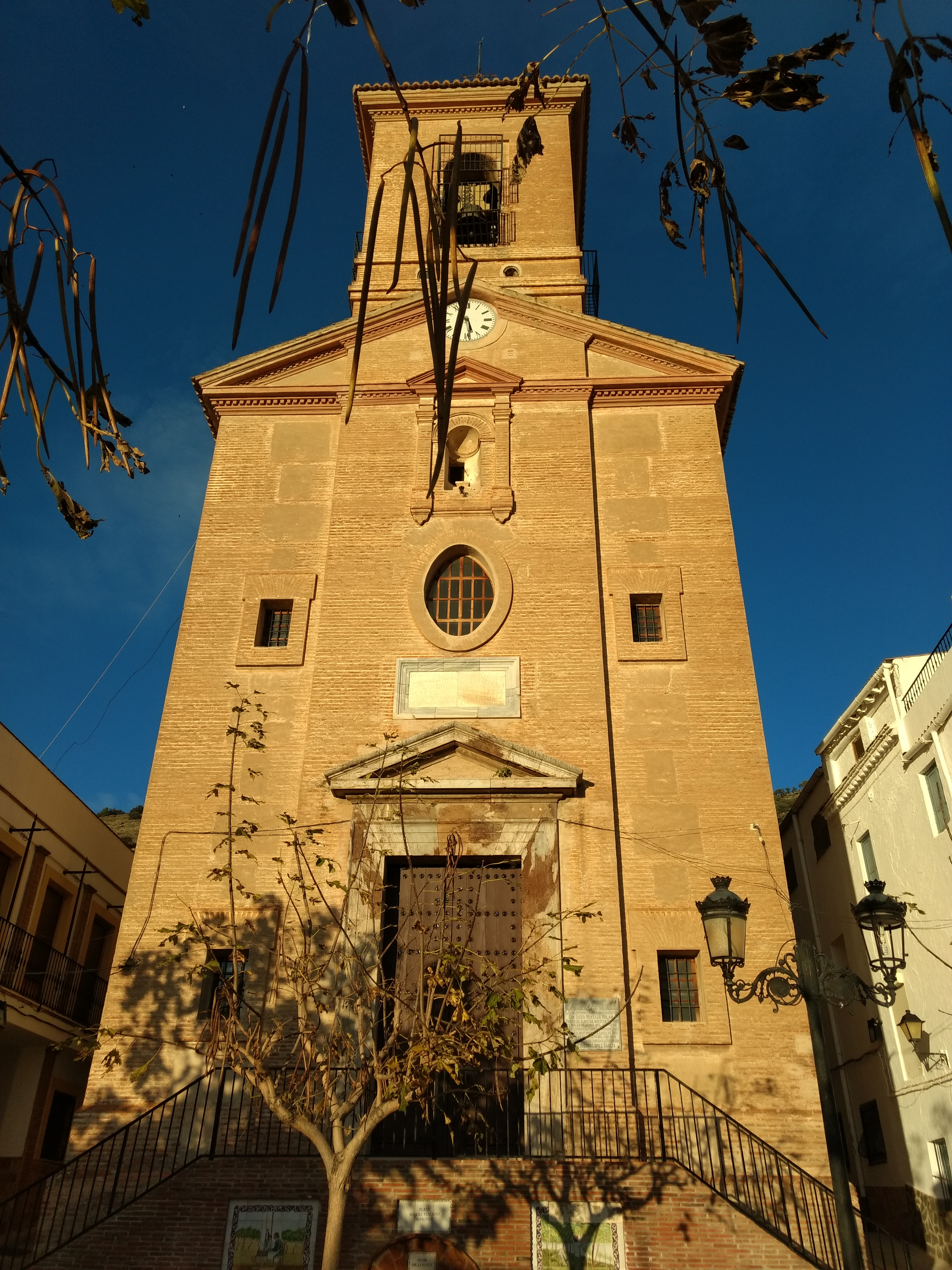
Iglesia de la Purísima Concepción

- Iglesia de la Purísima ConcepciónIglesia de la Purísima Concepción: Es la iglesia parroquial. Es una obra de estilo mudéjar, con torre cuadrada. Los moriscos la quemaron en 1574, volviéndose a reconstruir en 1593 por Jorge de Baeza. La iglesia parroquial constaba de un pórtico de estilo renacentista, el interior era gótico moderno, encontrándose en el camarín una preciosa imagen de la Virgen a la que curiosamente le faltaban partes anatómicas, brazos y parte de una pierna, presumiblemente arrancadas para colocarle las sagradas vestiduras.

También había un retablo churrigueresco consagrado a la Virgen de los Dolores, colocado junto a un muro que amenazaba destrucción por la presencia de humedad.
Había cuadros al óleo procedentes algunos de Tices, y en la sacristía se encontraba una tabla pintada representando a San Antonio, por la que los anticuarios granadinos, en estrecho contacto, habían ofrecido hasta 500 pesetas de la época. 
Señalaba Santisteban la belleza del lugar y de las Cuevas de los Morteros cercanas, la de la Mora y las Nieles. De Ohanes era natural el obispo Diego Ventaja Milán, fusilado durante la guerra civil.
- Santuario de Tices Situado a 5 km de Ohanes, en la carretera provincial que une el municipio con Abla, por el puerto de Santillana. El santuario se construyó sobre el solar de una ermita, dedicada a San Marcos. Su construcción tiene lugar entre los años 1800 y 1803.[20] Actualmente se encuentra deteriorada y está inmersa en un proyecto de recaudación de fondos para su restauración.[21]

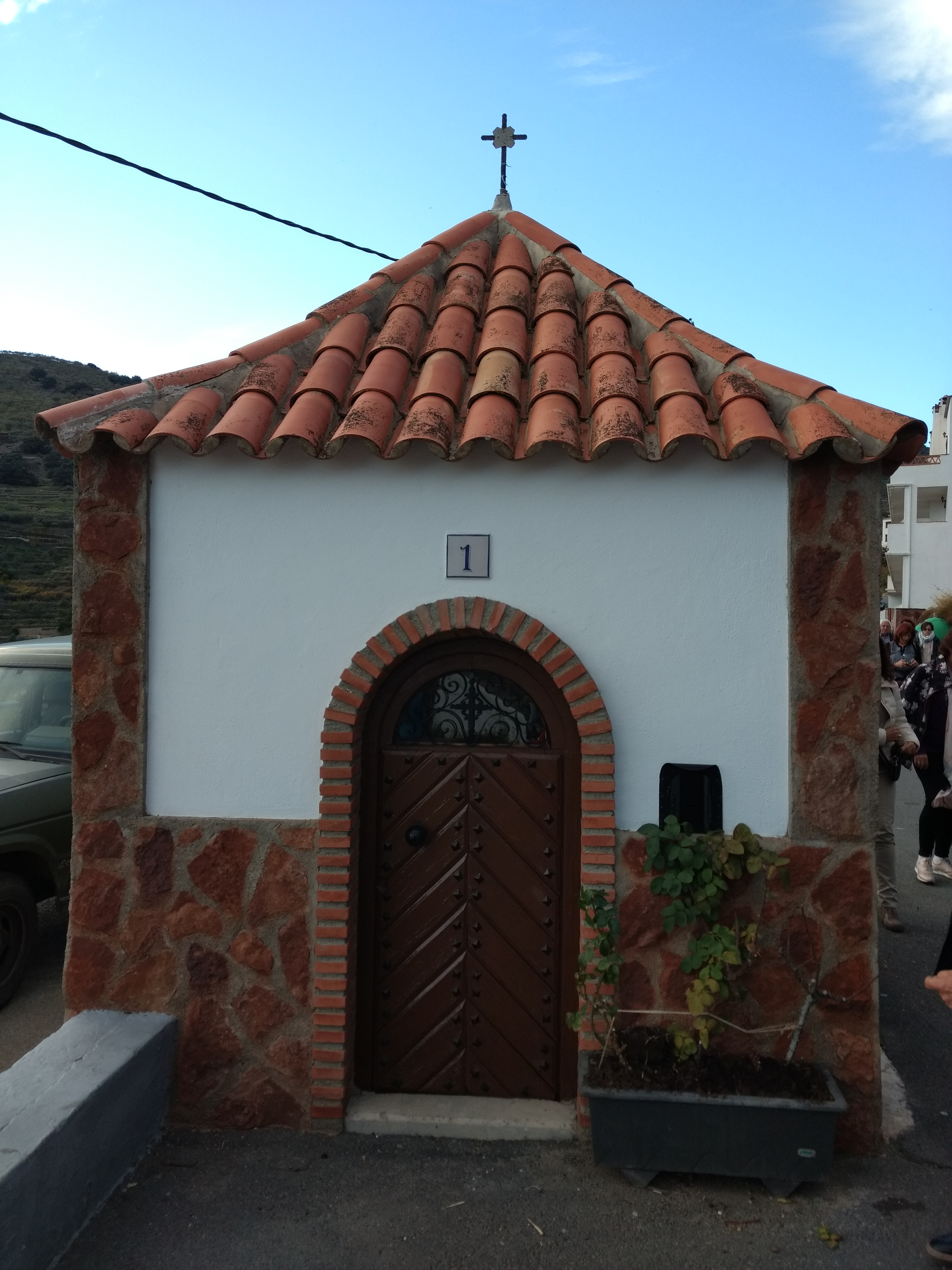

- Ermita de ánimas: La ermita de ánimas de Ohanes, una pequeña construcción de planta cuadrangular y techo a cuatro aguas,[22] contiene una imagen de la Virgen del Carmen entronizada, rescatando a las ánimas del purgatorio, sobre un altar. Su puerta apenas cuenta con una mirilla para poder observar su interior.[23] Fue restaurada por suscripción popular hacia 2012.[24]

#### Monumentos civiles
- Casa de la Torre Casa señorial del siglo XVIII. Desgraciadamente, la torre tuvo que ser demolida, hace unos años, debido a su deterioro. Se encuentra en la calle Tesoro. Según una leyenda, fue construida por un Virrey que vino de México.[20]

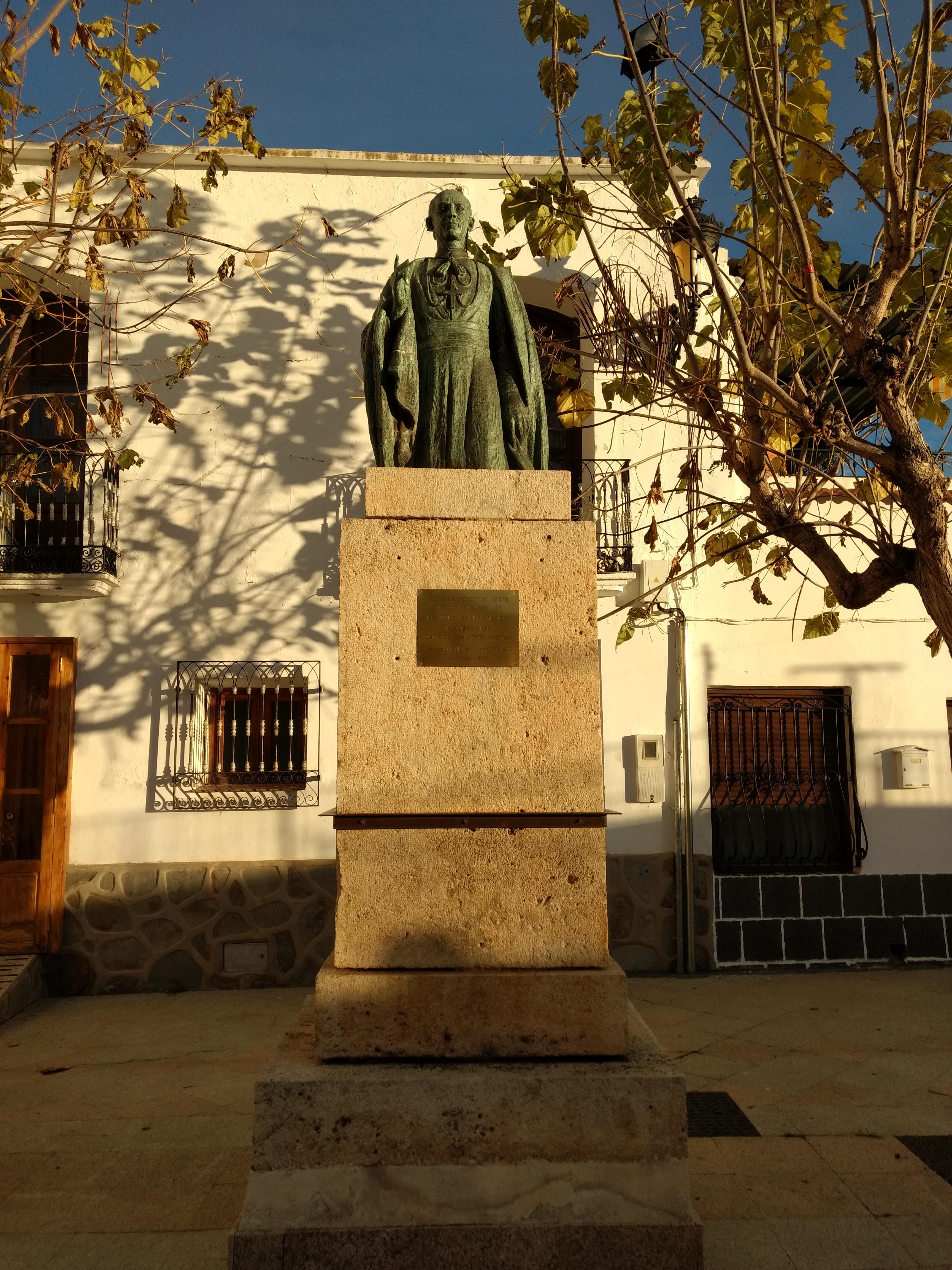
Busto en bronce del beato Diego Ventaja Milán, por Juan Cristóbal

- Busto en bronce del beato Diego Ventaja Milán, por Juan CristóbalEstatua del Obispo Diego Ventaja Realizada en bronce y ubicada en la Plaza del Ayuntamiento. Dedicada a dicho obispo, hijo de Ohanes, asesinado en Almería el 31 de agosto de 1936 por los republicanos, siendo el obispo de la Diócesis de Almería. La escultura fue realizada en los años la década de 1950 por el escultor Juan Cristóbal, nacido en Ohanes.[20]
- Estatua de Miguel de Cervantes Realizada en escayola sobre pie de granito y situada en la Plaza de Juan Cristóbal. Realizada por el alumno de Juan Cristóbal sobre un motivo original del escultor ohanense.[20]

#### Lugares de interés
Desde esta localidad se pueden realizar rutas hacia el interior del Parque nacional de Sierra Nevada por los senderos PR-A 248 por el río Chico y el Camino de la sierra, PR-A 249. La sierra tiene unas características propias de alta montaña mediterránea. Su cubierta vegetal está formada por una extensa masa de encinas, castaños, pinos y matorral de tipo mediterráneo, siendo éstos refugio de cabras montesas y el jabalíes, junto a otras especies tales como el águila o la perdiz roja. Por el sendero de pequeño recorrido PR-A 248 se puede recorrer, a pie o bicicleta de montaña, los parajes más singulares y característicos de la sierra, ascendiendo entre las terrazas moriscas que desde el siglo XIX están dedicadas al cultivo de la uva de Ohanes, continuándose la visita por lugares como la Fábrica de la Luz, el Molino Las Herrerías, La Azayana y la acequia de Los Careos que destaca por su sistema de riego árabe filtrando el agua desde la cumbre volviendo a rebrotar en los manantiales ubicados en la zona baja de la vega. Al alcanzar la cumbre más alta, el Peñón de Polarda a 2199 m s. n. m., desde donde de puede apreciar una vista panorámica de los valle del Andarax y Fiñana-Abrucena, así como de Sierra Nevada.

### Gastronomía
- Arrocillo: curiosamente, esta comida no lleva arroz. Es un guiso muy popular a base de habichuelas, hinojos, chorizo, costilla, lomo de cerdo, pimiento seco, tomate, cebolla, ajos y harina de panizo.
- Correas: verdadero cocido de invierno. Las correas son habichuelas verdes granadas secas, con la vaina. Este manjar no apto para colesterol alto lleva correas, rabo, oreja, espinazo y careta de cerdo, especias, patatas, un poco de arroz y morcilla. Es el plato de Ohanes por excelencia.
- Tortas de alfajor: se hacen, principalmente, para Navidad. Su elaboración es con miel, azúcar, pan tostado, almendras y nueces tostadas, agua, clavo, raspadura de limón, canela y obleas.

### Patrimonio cultural inmaterial
- San Antón - 16 de enero.
- San Marcos - 25 de abril, y domingo más próximo.
- Romería de Tices - 14 y 15 de agosto.
- Fiestas de la Virgen - 8 de septiembre.
- Octava - 3.º domingo de noviembre.